# Alois Hergouth
Alois Hergouth (* 31. Mai 1925 in Graz; † 17. Jänner 2002 ebenda) war ein österreichischer Schriftsteller, Lyriker und Übersetzer. 

## Leben
Alois Hergouth wurde am 31. Mai 1925 als elftes Kind eines Maurers und einer Hausfrau in Graz geboren. Er maturierte 1943 und war Soldat im Zweiten Weltkrieg in Dresden. Nach längerem Aufenthalt im Arbeitslager und Kriegsgefangenschaft kehrte er im Herbst 1945 in seine Heimatstadt Graz zurück. 
1946 veröffentlichte er Gedichte im Band Bekenntnis zu Österreich in Grazer Tageszeitungen und in Otto Basils Literaturzeitschrift Der Plan. Sieben Jahre später erschien sein erster Gedichtband Neon und Psyche (1953). 
Die Studien der Ethnologie, der Allgemeinen und Vergleichenden Sprachwissenschaft und der Religionsgeschichte hatte er von 1947 bis 1953 unterbrochen. In den folgenden Jahren arbeitete er als Assistent bei Viktor Geramb und engagierte sich hauptsächlich bei den Gründungen des Grazer Forum Stadtpark und der Literaturzeitschrift manuskripte. 
Im slowenischen Sladka gora fand er ab 1959 eine zweite Heimat. Dort bewohnte Hergouth eine abgeschiedene Lehmhütte in den Weinbergen. Diese Zeit wird im 1965 entstandenen Gedichtband Sladka gora beschrieben und verarbeitet. 
Zwischen 1960 und 1963 arbeitete er nach seiner Promotion als Assistent bei Hanns Koren am Institut für Volkskunde an der Karl-Franzens-Universität Graz. 
Der Lyriker war Mitglied im P.E.N., in der IG Autoren und im Österreichischen Schriftstellerverband. 
Aus gesundheitlichen Gründen trat Alois Hergouth 1978 in den Ruhestand und widmete sich in den folgenden Jahren seiner schriftstellerischen Tätigkeit. Neben diversen Gedichtbänden wurde auch der Prosaband Der Mond im Apfelgarten veröffentlicht. 1999 erhielt er den akademischen Berufstitel Professor. Hergouth starb am 17. Jänner 2002 im 77. Lebensjahr.

## Werk
- Neon und Psyche. Gedichte. Graz, Wien, München: Stiasny, 1953
- Schwarzer Tribut. Gedichte. Graz: Leykam, 1958
- Bilder einer Reise: Neusiedlersee August 1959. Privatdruck. Graz, 1959
- Marginalien. 7 Gedichte zu 7 Radierungen von Mario Decleva. Graz: Forum Stadtpark, 1965
- Sladka gora. Der süße Berg. Gedichte. Graphiken von Heinrich Pölzl. Graz: Leykam 1965
- Zwölf Gedichte aus einem langen Winter. Graz: Privatdruck der Werkgruppe Graz, 1966
- Schiffe, Inseln, Zikaden. Privatdruck. Graz: Grazer Druckerei, 1969–1971
- Menschlich, unmenschlich, menschlich. 93 Alltags-, Fest- & Gebrauchselegien. Hrsg.: Walter Laggner. Privatdruck. Graz: Grazer Druckerei, 1973
- Stationen im Wind. Gedichte 1953-1973. Graz, Wien, Köln: Styria, 1973
- Flucht zu Odysseus. Gedichte. Radierung: Gregor Traversa. Graz, Wien, Köln: Styria, 1975
- Im Süden notiert. Neue Gedichte. Privatdruck. Graz: Grazer Druckerei, 1976
- Nachtrag zu Sladka Gora. Privatdruck. Graz: Grazer Druckerei, 1977
- Notizen aus Rom. Privatdruck. (Mit Jean-Charles Lombard).
- Der Mond im Apfelgarten. Aus meinem Leben. Sammlung. Illustrationen: Gerald Brettschuh. Graz, Wien, Köln: Styria, 1980
- Zypern. Ende Jänner 1983. Privatdruck. Graz: Grazer Druckerei, 1983.
- Neuinszenierung. Gedichte aus den 50er Jahren. Auswahl aus den verschollenen Bänden „Neon und Psyche“, „Schwarzer Tribut“. Illustrationen: Gerald Brettschuh. Hrsg.: Manfred Kramer. Graz: Akademische Druck- und Verlagsanstalt, 1985
- Umkreisung der Nacht. Gedichte. Illustrationen: Hannes Schwarz. Graz, Wien, Köln: Styria, 1985
- Aloys & Aloise. Exhumierte Galgenfragmente aus dem Nachlass von Christian Ringelbusch und Wilhelm Morgenatz. Illustrationen: Edwin Eder. Graz, Wien, Köln: Styria, 1987
- Grenzgänger. Gedichte. Deutsch/Slowenisch, Slowenisch/Deutsch. Privatdruck. Graz: Grazer Druckerei, 1988.
- Jahr um Jahr. Illustrationen: Gerald Brettschuh. Graz: Akademische Druck- und Verlagsanstalt, 1991

## Preise, Stipendien und Auszeichnungen
- Peter-Rosegger-Förderungspreis des Landes Steiermark (1955 und 1965)
- Kunstförderungspreis der Stadt Graz (1956 und 1958)
- Literaturstipendium des Landes Steiermark (1972)
- Buchprämie des Bundesministeriums für Unterricht und Kunst (1980 und 1985)
- Goldenes Ehrenzeichen der Stadt Graz (1985)
- Österreichisches Ehrenkreuz für Wissenschaft und Kunst (1987)
- Ernst-und-Rosa-von-Dombrowski-Stiftungspreis für Literatur (1988)
- Großes Goldenes Ehrenzeichen des Landes Steiermark (1990)
- Großer Josef-Krainer-Würdigungspreis (1995)
- Ehrenring des Landes Steiermark (1995)